# Frederick Bellars
Frederick Bellars (Frederick G. „Fred“ Bellars; * 2. Januar 1888 in Rutherford, New Jersey; † 10. Mai 1971 in Lyndhurst, New Jersey) war ein US-amerikanischer Langstreckenläufer.
Beim Fünf-Meilen-Lauf der Olympischen Spiele 1908 in London wurde er Achter.
1908 wurde er US-Meister über fünf Meilen, 1907, 1908 und 1910 im Crosslauf.